# Abnニュース&天気予報
『abnニュース&天気予報』（エービーエヌ ニュースアンドてんきよほう）は、長野朝日放送で平日20時前に放送されているローカルニュース番組（スポットニュース）である。

## 概要
1991年4月1日の開局当時から放送されているミニ番組で、長野県内のニュースと翌日の気象情報を伝えている。
開局当時の長野朝日放送のロゴマークは大文字で "ABN" と書かれていたことから、この番組のタイトルも2006年3月31日までは『ABNニュース』というタイトルだった。同年4月3日以降は小文字が入ったタイトルを用いている。また、当初の放送時間は平日21時前だったが、後に20時前へ移動した。
2006年8月28日、長野朝日放送の地上デジタル放送開始を目前にしてハイビジョン制作を開始した。地上アナログ放送では2010年7月5日からレターボックス形式で放送されていた。
見出し字に関しては、"ANN" を "abn" に差し替えている。
番組のオープニングとエンディングにはRIP SLYMEの楽曲「朝焼けサラウンド」が使用されている。

## 担当アナウンサー

### 現在の担当アナウンサー
- 草田敏彦
- 山岡秀喜
- 吉田一平
- 平沢幸子
- 松尾まどか
- 青池玲奈
- 楠原由祐子
- 松坂彰久

### 過去の担当アナウンサー
- 小川博毅
- 斎藤陽子
- 保坂道代
- 江村裕子
- 清水美穂
- 関谷淑子
- 佐藤栄見子
- 加藤えり
- 坂口千夏
- 蔵田玲子
- 冨岡美希
- 藤井学